# ورد (إسلام)
الْوِرْدُ (الجمع: الأَوْرَادُ) أو الْعَمَلُ أو الْوَظِيفَةُ هو طاعة إسلامية يبذلها المريد ليُجَازَى بالواردات الربانية وفق منهاج التصوف الإسلامي عند أهل السنة والجماعة.

## التأصيل الشرعي
سمى الله -عز وجل- «الْوِرْدَ» المتعارف عليه عند الصوفية في القرآن الكريم بتسمية «الْعَمَلِ»، حيث قال الله -سبحانه-:
﴿فَمَنْ يَعْمَلْ مِنَ الصَّالِحَاتِ وَهُوَ مُؤْمِنٌ فَلَا كُفْرَانَ لِسَعْيِهِ وَإِنَّا لَهُ كَاتِبُونَ ۝٩٤﴾ (سورة الأنبياء)
ذلك أن «الْعَمَلَ» وفق السياق القرآني هو مرادف لمفهوم الطاعة تجاه الله -سبحانه-.
وقد بين ذلك رسول الله -صلى الله عليه وسلم- في قوله:
⟨ عَلَيْكُمْ مِنْ الْعَمَلِ مَا تُطِيقُونَ فَوَاللَّهِ لَا يَمَلُّ اللَّهُ حَتَّى تَمَلُّوا ⟩
(صحيح مسلم: كتاب صلاة المسافرين وقصرها: رقم 782) - (صحيح البخاري: كتاب الإيمان: رقم 43) · 

## أصناف الأوراد
تنقسم «الأَوْرَادُ» إلى صنفين مثلما هو حال الطاعات الإسلامية الأخرى.

### الأوراد المفروضة
بالإضافة إلى أركان الإسلام، فإن أفضل «الأَوْرَادِ» هي الفرائض كما بين ذلك رسول الله -صلى الله عليه وسلم- في الحديث القدسي:
⟨ وَمَا تَقَرَّبَ إِلَيَّ عَبْدِي بِشَيْءٍ أَحَبَّ إِلَيَّ مِمَّا افْتَرَضْتُ عَلَيْهِ ⟩
(صحيح البخاري: كتاب الرقاق: رقم 6137)

### الأوراد التطوعية
تتمثل «الأَوْرَادُ التطوعيةُ» في نوافل من الطاعات كما بين ذلك رسول الله -صلى الله عليه وسلم- في الحديث القدسي:
⟨ وَمَا يَزَالُ عَبْدِي يَتَقَرَّبُ إِلَيَّ بِالنَّوَافِلِ حَتَّى أُحِبَّهُ، فَإِذَا أَحْبَبْتُهُ كُنْتُ سَمْعَهُ الَّذِي يَسْمَعُ بِهِ، وَبَصَرَهُ الَّذِي يُبْصِرُ بِهِ، وَيَدَهُ الَّتِي يَبْطِشُ بِهَا، وَرِجْلَهُ الَّتِي يَمْشِي بِهَا، وَإِنْ سَأَلَنِي لَأُعْطِيَنَّهُ، وَلَئِنِ اسْتَعَاذَنِي لَأُعِيذَنَّهُ ⟩
(صحيح البخاري: كتاب الرقاق: رقم 6137)

## التدرج في الأوراد
بما أن الإسلام هو دين الوسطية والاعتدال، فإن التدرج في عدد ومتون «الأَوْرَادِ التطوعيةِ» من التوجيهات التي يجب على المريد اتباعها كما بين ذلك رسول الله -صلى الله عليه وسلم- في الحديث الشريف:
⟨ إِنَّ هَذَا الدِّينَ مَتِينٌ فَأَوْغِلُوا فِيهِ بِرِفْقٍ، وَلاَ تُبَغِّضُوا إِلَى أَنْفُسِكُمْ عِبَادَةَ اللهِ، فَإِنَّ الْمُنْبَتَّ لاَ أَرْضًا قَطَعَ وَلاَ ظَهْرًا أَبْقَى ⟩
(سنن البيهقي: كِتَابُ الْحَيْضِ: رقم 4358)
وكذلك في الحديث الشريف:
⟨ إِنَّ الدِّينَ يُسْرٌ، وَلَنْ يُشَادَّ الدِّينَ أَحَدٌ إِلاَّ غَلَبَهُ، فَسَدِّدُوا وَقَارِبُوا وَأَبْشِرُوا، وَاسْتَعِينُوا بِالْغَدْوَةِ وَالرَّوْحَةِ وَشَيْءٍ مِنَ الدُّلْجَةِ ⟩
(صحيح البخاري: كتاب الإيمان: باب الدين يسر: الحديث 39) - (صحيح مسلم: الحديث 2816)

## الدوام على الأوراد
نص الإسلام على استحباب لزوم «الأَوْرَادِ التطوعيةِ» وفق مقدار دائم يستطيعه المريد كما بين ذلك رسول الله -صلى الله عليه وسلم- في الحديث الشريف:
⟨ أَحَبُّ الْأَعْمَالِ إِلَى اللهِ تَعَالَى أَدْوَمُهَا وَإِنْ قَلَّ ⟩
(صحيح مسلم: كتاب صلاة المسافرين وقصرها: رقم 783)

## الإفراط والتفريط
وضع الإسلام ضوابطا لحماية «الأَوْرَادِ التطوعيةِ» من الإفراط والغلو كما بين ذلك رسول الله -صلى الله عليه وسلم- في الحديث الشريف:
⟨ لِكُلِّ عملٍ شِرَّةٌ، ولِكُلِّ شرَّةٍ فَترةٌ، فمن كانَت فَترتُهُ إلى سنَّتي، فَقد أفلحَ، ومَن كانت إلى غيرِ ذلِكَ فقد هلَكَ ⟩
(مسند أحمد: مسند المكثرين من الصحابة: رقم 6441)
فسمى رسول الله -صلى الله عليه وسلم- الإكثار من «الأَوْرَادِ التطوعيةِ» بمصطلح «الشِّرَةِ»، في حين أن الإقلال منها تمت تسميته بمصطلح «الْفَتْرَةِ».

## أوراد الصباح والمساء
من أوكد «الأَوْرَادِ» على المريد تلك التي يتم فيها تلاوة القرآن ودعاء الله وذكر الله في الصباح والمساء، حيث قال الله -سبحانه-:
﴿وَاذْكُرْ رَبَّكَ فِي نَفْسِكَ تَضَرُّعًا وَخِيفَةً وَدُونَ الْجَهْرِ مِنَ الْقَوْلِ بِالْغُدُوِّ وَالْآصَالِ وَلَا تَكُنْ مِنَ الْغَافِلِينَ ۝٢٠٥﴾ (سورة الأعراف)
ذلك أن كلمة «الصَّبَاحِ» يقابلها في آيات القرآن الكريم مصطلحا «الْغَدَاةِ» و«الْغُدُوِّ»، في حين أن كلمة «الْمَسَاءِ» يقابلها مصطلح «الْعَشِيِّ».
وقد جمع الإمام يحيى بن شرف النووي العديد من «أزراد الصباح والمساء» في كتاب الأذكار المنتخب من كلام سيد الأبرار.